# Hugues de Pairaud
Hugues de Pairaud (aussi Perraud, Peraudo, Peraut ou Désperaut) est un templier né vers 1245 et mort en prison après sa condamnation en 1314. Issu d’une famille noble forézienne, il est reçu au sein de l'Ordre du Temple en 1263 par son oncle Humbert de Pairaud, alors maître de France.

## Commandeur du Temple
Dans les années 1280, il s’élève dans la hiérarchie de l’Ordre et dirige plusieurs commanderies en Bourgogne et en Champagne (Bonlieu, Epailly, Bures),. Après la défaite de Saint-Jean-d'Acre, dernier bastion des croisés en Terre Sainte, Hugues de Pairaud devient maître de France en 1292. Il est présent à Chypre pour l’élection de Jacques de Molay comme Grand Maître. À partir de 1299, il officie en tant que visiteur général . En 1303, en échange d’une confirmation royale des possessions templières, il apporte le soutien de l’Ordre à Philippe le Bel dans sa querelle l’opposant au pape Boniface VIII.

## Le procès
Installé en France, le pape Clément V,  convoque Jacques de Molay et les autres maîtres pour discuter des préparatifs d’une dixième croisade et d’une fusion avec l’Ordre des hospitaliers. Mais les templiers ne reverront jamais la Terre Sainte : le vendredi 13 octobre 1307, après de longues manigances, Philippe le Bel, conseillé par Guillaume de Nogaret et Enguerrand de Marigny, fait arrêter simultanément tous les templiers, qui sont torturés pour obtenir des aveux d’hérésie. Hugues de Pairaud est arrêté à Poitiers avec quinze autres membres de l’Ordre. Averti par des rumeurs, il avait confié à Pierre Gaudès, précepteur de la commanderie de Dormelles et de Beauvoir, un coffre contenant 1189 pièces d'or et 5010 pièces d'argent. Ce trésor avait été remis à un pêcheur de Moret-sur-Loing qui l’avait caché sous son lit. Lors de l'arrestation des templiers, le pêcheur confie le coffre au bailli royal de Sens, Guillaume de Hangest qui confisque la somme d'argent et la verse directement dans le trésor royal. Le templier Jean de Chalon affirme que son fils, Hugues de Chalon, neveu de Pairaud, se serait vu confier un trésor et aurait fui par la mer avec le précepteur Gérard de Villiers, lequel serait parvenu à rassembler dix-huit galères.
D’abord emprisonné à Loches, Pairaud est transféré à Paris où il se confesse devant les tortionnaires du roi le 9 novembre 1307. Lors de ces violents interrogatoires, son nom aurait été cité par plusieurs de ses frères templiers. Raoul de Gizy l'aurait accusé de diriger des rituels occultes et de vénérer une idole démoniaque, Baphomet. Jean de Cugy aurait quant à lui déclaré que Pairaud l'avait forcé à renier le Christ en crachant sur la croix, et qu'il l'avait embrassé sur le nombril et sur les fesses, l'encourageant à pratiquer la sodomie.
Hugues de Pairaud fait partie des hauts dignitaires de l’Ordre que Clément V souhaite interroger en personne, mais le roi de France s’y refuse et sélectionne soixante-douze templiers qui comparaissent devant le pape à Poitiers. Trois cardinaux sont alors dépêchés à Chinon pour entendre Jacques de Molay et Hugues de Pairaud, ainsi que les maîtres de Chypre, de Normandie et d’Aquitaine, Raimbaud de Caron, Geoffroy de Charnay et Geoffroy de Gonneville, tous déclarés trop faibles pour voyager. Les cinq templiers n'ont de cesse de nier les accusations d'hérésie devant les envoyés pontificaux, mais Philippe le Bel exerce une forte pression sur Clément V et la dissolution de l’Ordre du Temple est décidée au Concile de Vienne en 1312. Après sept ans de procès, Jacques de Molay et Geoffroy de Charnay sont brûlés en 1314 sur l’Île aux Juifs à Paris. Hugues de Pairaud échappe au bûcher et meurt après 1321 dans sa prison de Montlhéry (cf. la série romanesque Les Rois maudits).